# Klettgau-Formation
Die Klettgau-Formation ist eine lithostratigraphische Formation der Nordschweizer Trias. Sie umfasst im Wesentlichen nur Schweizer Gebiet in den Kantonen Schaffhausen und Aargau. Im Bereich des deutschen Klettgaus und im Bereich Schwarzwald-Hochrhein fehlen diese Schichten oberirdisch weitgehend. Die Ablagerungszeit der Klettgau-Formation erstreckt sich über ca. 25 bis 30 Millionen Jahre und damit über fast die gesamte Obertrias, vom mittleren Karn bis zum Ende des Rhät. Die Klettgau-Formation ist damit dem jüngeren Mittelkeuper (ab Stuttgart-Formation) und Oberkeuper Süddeutschlands äquivalent. Sie wird unterlagert von der Bänkerjoch-Formation des Nordschweizer Gipskeupers und überlagert von der Staffelegg-Formation des Hettangiums.

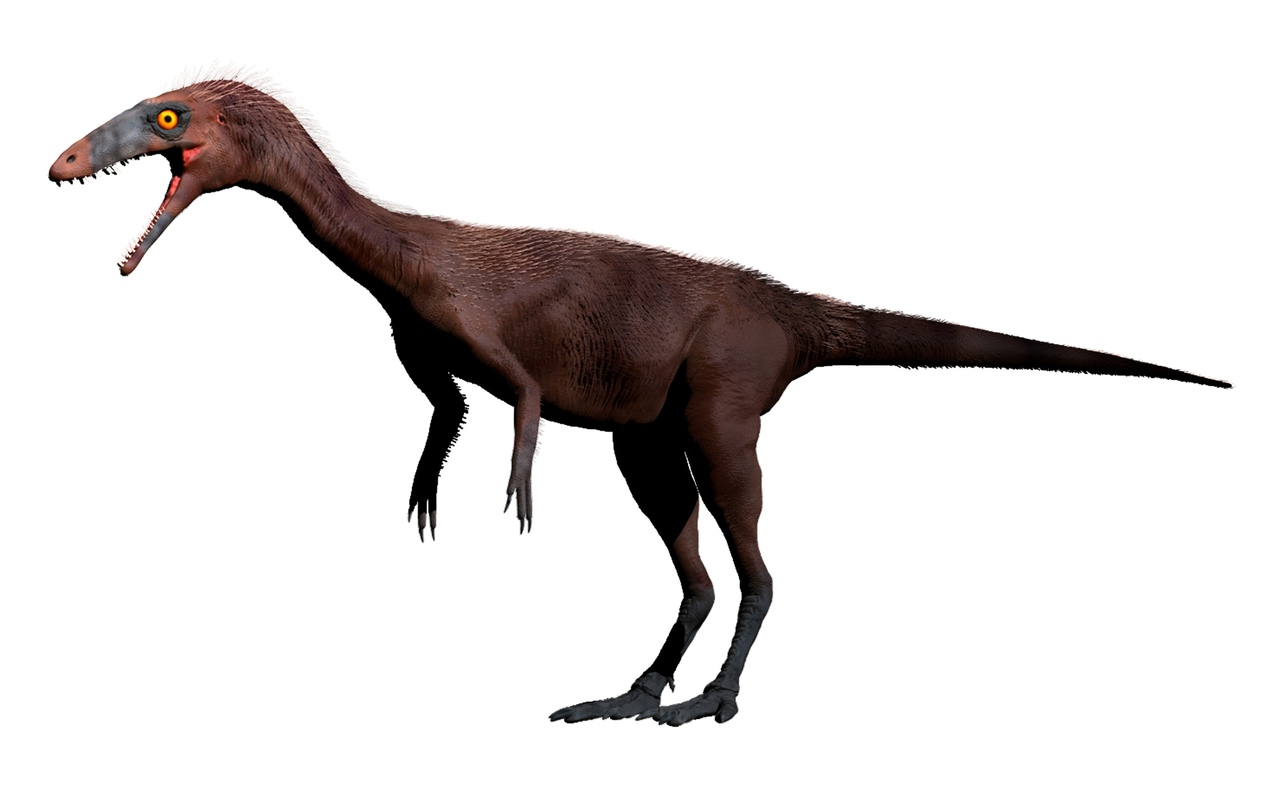
Lebendrekonstruktion des Notatesseraeraptor frickensis; Zahner & Brinkmann, 2019

## Entstehung
Die Bildung feiner Tone mit Funden von Sauriern der Art Plateosaurus und des nur von hier bekannten Raubsauriers Notatesseraeraptor in der Tongrube Frick (ausgestellt im Sauriermuseum Frick) und Zahnfunden (früheste Säuger) bei Hallau sowie Fossilien mariner Fauna weist auf ein Playa hin, ein trockenfallendes Meeresbecken mit fluvialen Eintragungen.

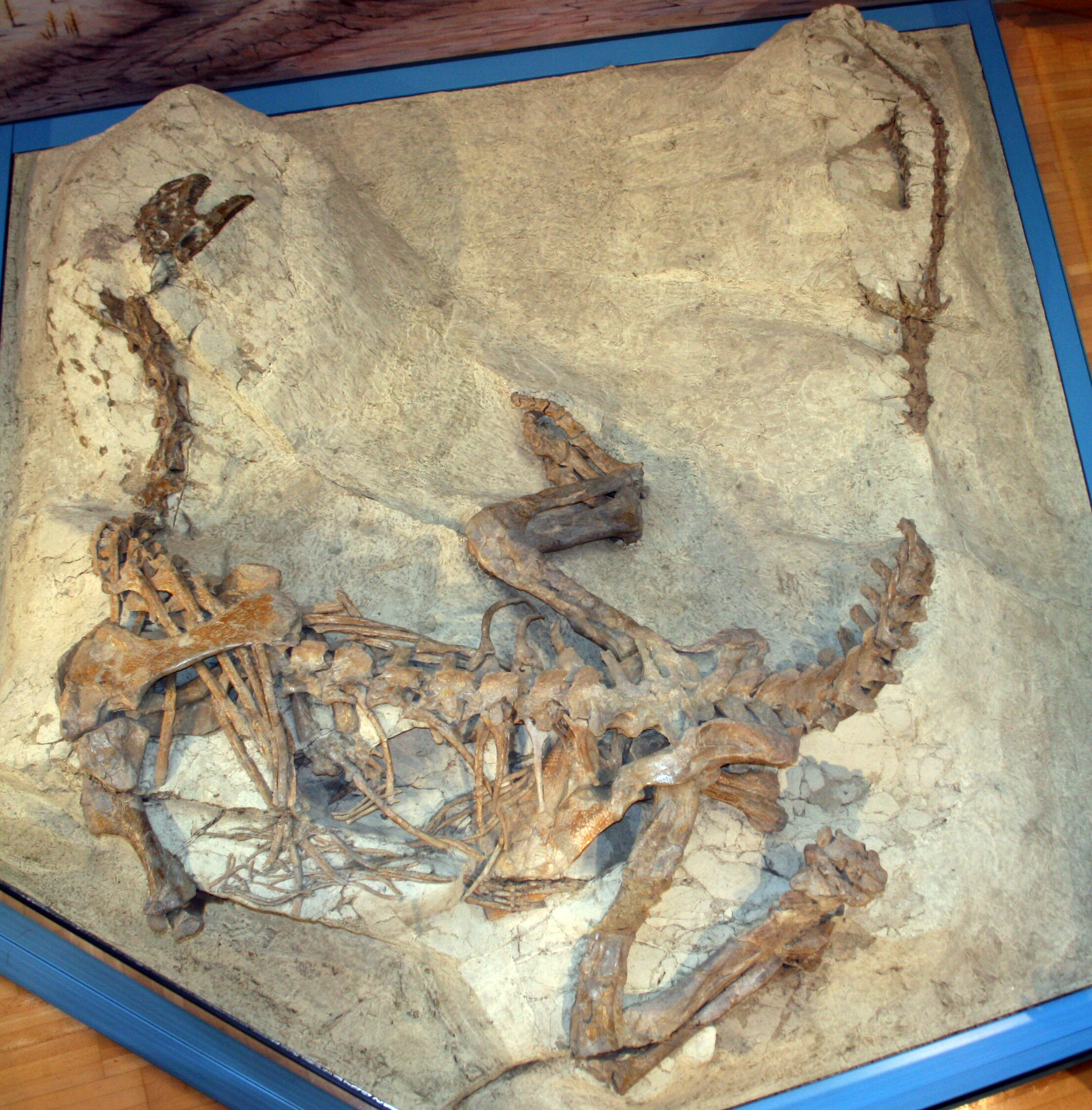
Besterhaltenes Exemplar eines Plateosaurus im Sauriermuseum Frick, aus der Trossingen-Formation der Tongrube Frick, jetzt Klettgau-Formation

## Mächtigkeiten
Die Mächtigkeit der Klettgau-Formation aus Bohrungen der Nordschweiz zeigt eine klare Dreiteilung mit je einem Maximum im Nordwesten und Nordosten. Bei Basel wurden 75 m (Bohrung Basel-1) und evtl. sogar 89 m gemessen (Bohrung Otterbach OT2, evtl. tektonisch bedingt). Am Bodensee werden in der Bohrung Berlingen-1 ebenfalls rund 75 m erbohrt. Dazwischen liegt ein Bereich mit geringen Mächtigkeiten zwischen rund 30 und 40 m.

## Geschichte
Bereits Ferdinand Schalch entdeckte bei einer Abteufung in einem Stollen bei Hallau die Formation des Rhaet im Klettgau und fand Zähnchen von frühen Säugern, welche später von Bernhard Peyer näher erforscht und bestimmt wurden.
Bei Grimmelshofen waren im 19. Jahrhundert Steinbrüche im roten Stubensandstein für Werk- und Bausteine im oberen Keuper erschlossen, welche inzwischen aber vollständig von Wald überwachsen sind. Der relativ tonhaltige und daher weiche Sandstein fand viel Verwendung als Gewände an Häusern oder etwa in der Bergkirche St. Moritz Hallau.
Neue Forschungen im Rahmen der Endlagersuche in der Schweiz erbrachten ab 2016 durch Bohrungen neue Erkenntnisse.